# علمان (مرجعیون)
علمان (به عربی: علمان) یک منطقهٔ مسکونی در لبنان است که در شهرستان شوف واقع شده‌است.